# Case Western Reserve University
Case Western Reserve University är ett privat forskningsuniversitet i Cleveland, Ohio, USA.
Det bildades 1967 genom en sammanslagning av Case Institute of Technology (grundat 1880) och Western Reserve University (grundat 1826).
Case är det största oberoende forskningsuniversitetet i staten Ohio. Det erbjuder studier i konst och vetenskap, dentalmedicin, ingenjörskonst, juridik, management, medicin, sjukvård, och socialvetenskap.
Universitetet har rankats i US News and World Report 2005 som nr 1 i Ohio och nr 35 bland de nationella universiteten. Universitetet rankas som nr 12 bland de privata vilka erhåller mest federala forskningsmedel, budgeten för forskning är nära en miljon dollar per dag.

## Studerande
År 2004 hade universitetet strax under 10 000 studerande.

## Forskning
(litet urval)
- Case var platsen för det berömda Michelson–Morleys experiment, vilket utfördes år 1887 av A. A. Michelson vid Case Institute of Technology och E. W. Morley vid Western Reserve University. Experimentet visade att någon ljusbärande eter inte fanns och gav även data som gav stöd åt Einsteins relativitetsteori.
- Bestämde atomvikten för syre 1895.
- Skapade den första artificiella mänskliga kromosomen 1997, vilket öppnade dörren för en mer detaljerad studie av mänsklig genetik och skapar nya möjligheter för genterapi.